# Multi-band
Nas telecomunicações, os termos multi-band, dual-band, tri-band e quad-band referem-se a um dispositivo, especialmente um telemóvel, apoiando várias frequências usada para a comunicação. No caso dos móveis, o propósito é apoiar o roaming entre diferentes países/regiões cujas infraestruturas não consigam suportar os serviços moveis da mesma banda de frequência.
Para mais informações ou outros significados, consulte as páginas abaixo.

## Telecomunicações
- Lista de telemóveis HSPA, incluindo informações sobre frequências e datas de suporte.
- Lista de redes UMTS em volta do mundo, e as frequências e datas de suporte.
- Frequências GSM, frequências padrão.
- Frequências UMTS, frequências padrão.